# C'est pas drôle d'être un oiseau
Pour plus de détails, voir Fiche technique et Distribution.
C'est pas drôle d'être un oiseau (It's Tough to Be a Bird) est un court métrage réalisé en 1969 par les studios Disney.
Le film a été diffusé dans l'émission The Wonderful World of Disney le 13 décembre 1970 sur NBC.
C'est le dernier court métrage d'animation produit par Walt Disney Animation Studios à recevoir l'Oscar du meilleur court métrage d'animation avant Paperman en 2013.

## Synopsis
Le personnage principal, un petit oiseau rouge, explique l'évolution de l'oiseau (avec une énumération de termes scientifiques). Il évoque également l'influence qu'ont les oiseaux à l'égard des hommes, incapables de voler; il montre ainsi que les oiseaux ont largement contribué à la culture humaine (par exemple, dans les hiéroglyphes, on remarque une présence, hyperbolique sans doute, des oiseaux.), bien que les hommes, justement, souhaitent souvent les tuer. Les parcs naturels montrés à la fin du moyen-métrage montrent la passion des hommes pour les oiseaux.

## Fiche technique
- Titre original : It's Tough to Be a Bird
- Titre français : C'est pas drôle d'être un oiseau
- Réalisateur : Ward Kimball
- Scénario : Ted Berman, Ward Kimball
- Animateur : Eric Larson, Art Stevens
- Layout : Joe Hale
- Musique originale : George Bruns
- Montage : Lloyd Richardson
- Producteur : Walt Disney
- Production : Walt Disney Productions
- Distribution : Buena Vista Distribution Company
- Durée : 21 minutes
- Sortie : 10 décembre 1969

## Distribution
- Ruth Buzzi : Soprano
- Richard Bakalyan (VF : Jacques Dynam) : Narrateur
- John Emerson : amateur d'oiseau
- Jim Swain : amateur d'oiseau
- Ann Lord : amateur d'oiseau
- Hank Schloss : amateur d'oiseau
- Walter Perkins : amateur d'oiseau
- Rolf Darbo : amateur d'oiseau

## Distinction
Le film a été lauréat de l'Oscar du meilleur court métrage d'animation de 1970.

## Commentaires
Ce court métrage mélange les prises de vues réelles avec l'animation.
Bien qu'il y ait de l'animation, on peut considérer ce court-métrage principalement comme un documentaire (rôle didactique important).